# 1780 год в музыке

## События
- Яков Соколов написал оперу «Ставленник», которая впервые была поставлена в 1814 году, а опубликована в 1875.[1][2]
- Николай Николев написал оперу «Точильщик», впервые поставленную в 1783 году.
- Вольфганг Амадей Моцарт, находясь в Мюнхене, написал оперу «Идоменей, царь Критский, или Илия и Идамант», премьера которой состоялась в 1781 году.
- В Дании официально принят королевский гимн «Король Кристиан стоял у высокой мачты».
- Вышло в свет третье по счёту издание труда Карла Филиппа Эмануэля Баха об игре на клавишных инструментах «Versuch über die wahre Art das Clavier zu spielen» (в переводе с нем. — «Опыт правильного способа игры на клавире»).
- 1780—1782 — Эмануэль Бах пересматривает свой Magnificat Wq 215 (H 772) (гамбургская версия).
- Словенский композитор Якоб Франциск Зупан[словен.] написал оперу Белин[словен.] на либретто Феликса Дева[словен.], ставшую первой оперой на словенском языке.[3]
- 1 января — в зале Большого Совета Сент-Джеймсского дворца (Лондон) впервые исполняется ода Джона Стэнли And dares insulting France pretend на слова Уильяма Уайтхеда.[4]
- 18 марта — прожив два года в Италии, Антонио Сальери отправляется из Неаполя в Вену.[4]
- 17 апреля — в Бордо открылся Большой театр, который является штаб-квартирой Национальной оперы в Бордо[англ.].

## Публикации
- В Лейпциге опубликован сборник вокальных произведений Кристиана Готлоба Нефе «Путеводитель для любителей пения и фортепиано» (Vademecum für Liebhaber des Gesangs und Klaviers).

## Классическая музыка
- Василий Пашкевич — «Храм всемирного ликования» (музыка для «театрального фестиваля», совместно с Ф. Торелли и Камаскино)
- Луиджи Боккерини — квинтет для струнных инструментов Musica notturna delle strade di Madrid[англ.].
- Карл Диттерс фон Диттерсдорф — оратория Job.
- Вольфганг Амадей Моцарт — Симфония № 34[англ.].
- Йозеф Гайдн — симфонии № 71[англ.] и № 74[англ.].

## Опера
| - Михаил Керцелли — «Аркас и Ириса». - Доменико Чимароза — «Женщины-соперницы». - Франц Данци — «Клеопатра». - Андре Гретри — «Андромаха». - Джованни Паизиелло — «Севильский цирюльник, или Бесполезная предосторожность». - Никколо Пиччинни — «Атис». - Бернардо Порта — «Принцесса Амальфи». - Иоганн Рудольф Цумштег — «Закон Татарский». | - Кристиан Готлоб Нефе — Adelheit von Veltheim. - Висенте Мартин-и-Солер — «Андромаха». - Франсуа-Андре Филидор — «Персей». - Антон Швейцер — «Розамунда». - Йозеф Мысливечек - «Медонт» - «Антигон» |

## Родились
- 14 января — Франсуа-Жозеф Дизи, французский композитор и арфист-виртуоз, изобрёл перпендикулярную арфу[6] (умер в 1840).
- 8 февраля — Валентий Кратцер[пол.], польско-австрийский композитор, музыкальный педагог, хормейстер и оперный певец-тенор, сын и ученик композитора Франциска Ксаверия Кратцера (умер в 1855).
- 10 марта — Хуан Хосе Ландаэта[исп.], венесуэльский композитор, автор музыки гимна Венесуэлы (умер в 1812 или 1814).
- 22 мая — Ян Эммануэль Дулезалек, композитор.[7]
- 28 мая — Франц Йозеф Фролих[нем.], немецкий композитор и музыковед (умер в 1862).
- 18 июня — Михаэль Хенкель[нем.], немецкий композитор и органист (умер в 1851).
- 25 июля — Кристиан Теодор Вайнлиг[нем.], немецкий юрист, музыкальный педагог, композитор и хоровой дирижёр (умер в 1842).
- 2 ноября — Каролина Бранш[фр.], французская певица-сопрано (умерла в 1850).
- 3 ноября — Виктор Дурлен[фр.], французский композитор и профессор музыки (умер в 1864).
- 16 ноября — Роберт Арчибальд Смит[англ.], шотландский композитор, известный своей коллекцией древней и современной шотландской музыки (умер в 1829).
- 22 ноября — Конрадин Крейцер, немецкий дирижёр и композитор (умер в 1849).

## Умерли
- 4 января — Хедвиг Вигерт[англ.], шведская оперная певица, одна из первых исполнителей Королевской шведской оперы (род. в 1748).
- 10 января — Франческо Антонио Валлотти, итальянский композитор, музыкальный теоретик и педагог (род. в 1697).
- 1 февраля — Иоганн Людвиг Кребс, немецкий лютнист, органист и композитор (род. в 1713).
- 21 апреля — Фердинанд Целльбель-младший[швед.], шведский композитор, капельмейстер и органист, сын шведского композитор и органиста Фердинанда Целльбеля-старшего[швед.] (род. в 1719).
- 19 августа — Бернхард Халтенбергер, композитор.
- 6 сентября — Джордж Александр Стивенс[англ.], английский актёр, драматург и поэт, автор песен (род. в 1710).
- 14 декабря — Игнатиус Санчо, британский композитор, актёр и писатель, первый известный афробританец, проголосовавший на английских выборах (род. 1729).
- дата неизвестна — Мартин Нюренбах[англ.], немецкиё акробат, актёром, танцовщик, канатоходец и театральный режиссёр, известен как основатель первого театра в Норвегии, который закрылся после одного сезона (год рождения неизвестен).
- Шабанон де Могри, французский композитор.